# چمو
چِمو (به مجاری:  Csemő) یک شهرداری در مجارستان است که در ناحیه تسگلد واقع شده‌است. چمو ۷۹٫۴۴ کیلومتر مربع مساحت دارد.